# Nicolas Roget
Pour les articles homonymes, voir Roget.
Nicolas Roget, né à Paris le 30 mai 1790 et mort à Bruxelles le 11 avril 1865 , est un ingénieur français qui a fait l'essentiel de sa carrière à Bruxelles en Belgique et fut architecte de la ville de Bruxelles.

## Biographie
Nicolas Roget, juif parisien originaire du Comtat Venaissin, commence ses études à l'École polytechnique à l'âge de 19 ans et entre, deux années plus tard, au génie maritime. En 1817, il donne sa démission et déménage à Bruxelles. Après quelques années au service de la ville de Bruxelles (1823-1827), il est nommé ingénieur du Waterstaat, département ministériel chargé de la gestion des voies navigables et enseigne la construction, la stéréotomie et l'histoire de l'architecture au Musée des sciences et des lettres. Le 21 janvier 1834, il est nommé professeur à l'Académie des beaux-arts de Bruxelles. Le 7 janvier 1835, il devient membre de la toute nouvelle Commission royale des Monuments. À partir de cette date il entre également au service du gouvernement belge.

## Œuvre

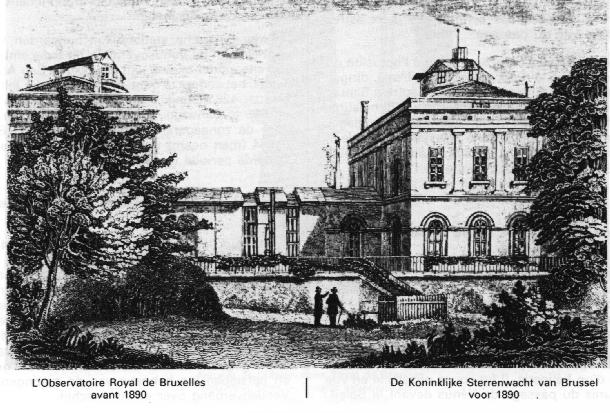
Gravure représentant l'ancien observatoire royal de Bruxelles avant 1890.

Comme architecte de la ville de Bruxelles, on lui doit la construction de l'aile des musées royaux des beaux-arts accolée au palais de Charles de Lorraine, au fond de la place du Musée. Initialement, cette aile devait abriter le palais de l'industrie nationale, destiné à accueillir des salons périodiques encouragés et soutenus par le souverain des Pays-Bas, Guillaume Ier. Cette construction coïncide avec l'achèvement du premier tronçon de la rue de la Régence, qui se termine provisoirement au pied de l'église Notre-Dame du Sablon. Dans la foulée, il signe aussi la plupart des hôtels de style néo-classique qui ont rapidement bordé la nouvelle artère. Traversant les jardins de l'hôtel d'Argenteau, au-delà du passage des Colonnes, supprimé à cette occasion, la rue de la Régence enjambe la rue de Ruysbroeck par un pont métallique et coupe en deux la petite rue Bodenbroek.

## Honneurs
- 1843 : Chevalier de l’ordre de Léopold